# 金马寺站
金马寺站是一个位于中华人民共和国云南省昆明市官渡区金马街道金马路地下，属于昆明地铁3号线的地铁车站，于2017年8月29日启用。车站设计全长174米，为地下一层侧式站台车站。
由于该站附近居民区较为密集，因此征迁工作进度缓慢，直到2015年7月才完成，而车站主体结构直到2016年11月10日才封顶，为3号线内最后一个完工的车站。

## 出口
该站设有4个出口：
|                       | 编号           | 地点                                                                   | 建议前往的目的地 | 照片 |
| 出口 · A · 升降机标志 | 金马路、太平路 | 金马人民法庭、金马悦城、金马小学、金马中学、水木山居、金马社区、金马寺 |                  |      |
| 出口 · B              | 太平路         | 金马腾苑小区、东骧神骏万泰小区                                         |                  |      |
| 出口 · C · 升降机标志 | 寺瓦路         | 汇和紫光园、汇和紫薇园                                                 |                  |      |
| 出口 · D              | 寺瓦路         |                                                                        |                  |      |
| 註： 設有             |                |                                                                        |                  |      |

## 车站周边
- 金马寺[4]